# Aspitates alba
Aspitates alba är en fjärilsart som beskrevs av Krausse 1912. Aspitates alba ingår i släktet Aspitates och familjen mätare. Inga underarter finns listade i Catalogue of Life.